# Pseudobagarius leucorhynchus
Pseudobagarius leucorhynchus és una espècie de peix de la família dels akísids i de l'ordre dels siluriformes.

## Morfologia
- Els mascles poden assolir els 3 cm de llargària total.
- Nombre de vèrtebres: 31-34.[4]

## Distribució geogràfica
Es troba al Sud-est asiàtic: conques dels rius Chao Phraya i Mekong, i sud de la Tailàndia peninsular.